# Rasbora baliensis
Rasbora baliensis é uma espécie de peixe actinopterígeo da família Cyprinidae.
Apenas pode ser encontrada na Indonésia.